# إرنستس غوتمانس
إرنستس غوتمانس (مواليد 15 يناير 1901) هو ملاكم لاتفي، مثّل بلاده في الألعاب الأولمبية الصيفية 1924.

## روابط خارجية
إرنستس غوتمانس على موقع بوكس ريك (الإنجليزية) (registration required)
- إرنستس غوتمانس على موقع أوليمبيديا (الإنجليزية)
- إرنستس غوتمانسعلى موقع اللجنة الأولمبية اللاتفية (مؤرشف) (اللاتفية)